# Тиран-інка буроголовий
Тира́н-і́нка буроголовий (Leptopogon amaurocephalus) — вид горобцеподібних птахів родини тиранових (Tyrannidae). Мешкає в Мексиці, Центральній і Південній Америці.

## Опис
Довжина птаха становить 14 см. Тім'я буре, горло, щоки і груди сіруваті. Груди і боки мають оливковий відтінок, щоки мають охристий відтінок. На скронях чорні плями у вигляді півмісяцю. Верхня частина тіла оливково-зелена, крила і хвіст коричневі, живіт жовтуватий.

## Підвиди
Виділяють шість підвидів:

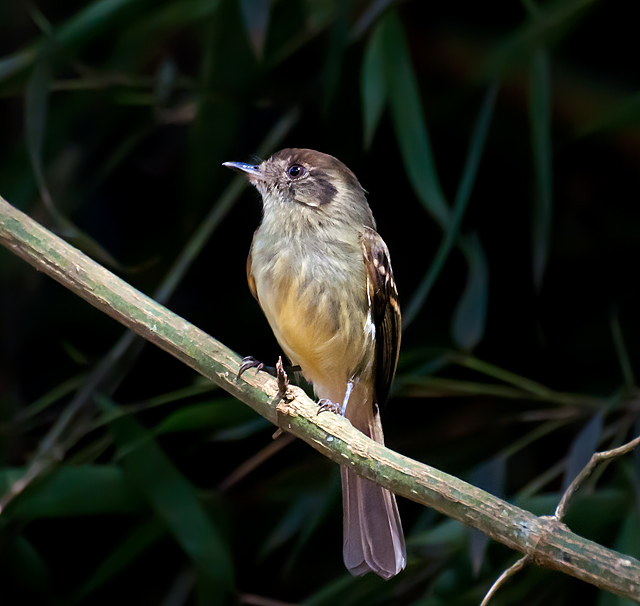
Буроголовий тиран-інка

- L. a. pileatus Cabanis, 1866 — від південної Мексики (Веракрус) до Коста-Рики і Панами;
- L. a. idius Wetmore, 1957 — острів Коїба (Панама);
- L. a. diversus Todd, 1913 — Сьєрра-Невада-де-Санта-Марта і долина річки Магдалена (північна Колумбія і захід венесуельського штату Сулія);
- L. a. orinocensis Zimmer, JT & Phelps, 1946 — Венесуела, Гвіана і північно-східна Бразилія;
- L. a. peruvianus Sclater, PL & Salvin, 1868 — захід Амазонії (від східної Колумбії до північної Болівії);
- L. a. amaurocephalus Tschudi, 1846 — від південно-східної Бразилії до східного Парагваю. північної Аргентини і східної Болівії.

## Поширення і екологія
Буроголові тирани-інки мешкають в Мексиці, Гватемалі, Белізі, Гондурасі, Нікарагуа, Коста-Риці, Панамі, Колумбії, Венесуелі, Гаяні, Французькій Гвіані, Суринамі, Еквадорі, Перу, Болівії, Бразилії, Парагваї і Аргентині. Вони живуть в підліску вологих рівнинних тропічних лісів, на болотах та в чагарникових заростях. Зустрічаються на висоті до 1300 м над рівнем моря. Живляться комахами. Гніздо кулеподібне з бічним входом. В кладці 2-3 яйця.